# Francisco Acuña de Figueroa
Francisco Esteban Acuña de Figueroa (Montevideo, 20 september 1790 - aldaar, 6 augustus 1862) was een Uruguayaans dichter die de tekst van het volkslied van zijn land, maar ook van het volkslied van Paraguay schreef. Andere bekende werken zijn: Las Toraidas (over stierengevechten) en Diario Poético. Hij wordt beschouwd als de pionier van de Uruguayaanse literatuur, los van de Argentijnse.
- autores.uy: 2
- Biblioteca Nacional de España: XX1507815
- Bibliothèque nationale de France: cb145016265 (data)
- CiNii: DA14582480
- Gemeinsame Normdatei: 105308708X
- International Standard Name Identifier: 0000 0000 8353 6759
- Library of Congress Control Number: n81085623
- MusicBrainz: 1e531ab3-f3e9-4b13-a025-c2c68a9e1caf
- Système universitaire de documentation: 119347571
- Virtual International Authority File: 6258363
- WorldCat: E39PBJfMm8wgG7pkpRXKwfQXh3